# Hrabstwo Goodhue

Piramida wieku hrabstwa

Hrabstwo Goodhue ze stolicą w Red Wing znajduje się w południowo-wschodniej części stanu Minnesota, USA. Według danych z roku 2005 zamieszkuje je 45 585 mieszkańców.

## Warunki naturalne
Hrabstwo zajmuje obszar 2021 km² (780 mi²), z czego 1964 km² (758 mi²) to lądy, a 57 km² (22 mi²) wody. Graniczy z 7 innymi hrabstwami:
- Hrabstwo Pierce (północny wschód)
- Hrabstwo Pepin (północny wschód)
- Hrabstwo Wabasha (wschód)
- Hrabstwo Olmsted (południowy wschód)
- Hrabstwo Dodge (południowy zachód)
- Hrabstwo Rice (zachód)
- Hrabstwo Dakota (północny zachód).

### Główne szlaki drogowe
| - U.S. Highway 52 - U.S. Highway 61 - Minnesota State Highway 19 - Minnesota State Highway 56 - Minnesota State Highway 57 | - Minnesota State Highway 58 - Minnesota State Highway 60 - Minnesota State Highway 246 - Minnesota State Highway 292 |

## Demografia
Według spisu z 2000 roku hrabstwo zamieszkuje 44 127 osób, które tworzą 16 983 gospodarstw domowych oraz 11 905 rodzin. Gęstość zaludnienia wynosi 22 osoby/km². Na terenie hrabstwa jest 17 879 budynków mieszkalnych o częstości występowania wynoszącej 9 budynków/km². Hrabstwo zamieszkuje 96,75% ludności białej, 0,63% ludności czarnej, 0,98% rdzennych mieszkańców Ameryki, 0,57% Azjatów, 0,03% mieszkańców Pacyfiku, 0,53% ludności innej rasy oraz 0,69% ludności wywodzącej się z dwóch lub więcej ras, 1,07% ludności to Hiszpanie, Latynosi lub inni. Pochodzenia niemieckiego jest 39,1% mieszkańców, 22% norweskiego, 7,9% szwedzkiego, a 6,8% irlandzkiego.
W hrabstwie znajduje się 16 983 gospodarstw domowych, w których 33,8% stanowią dzieci poniżej 18. roku życia mieszkający z rodzicami, 59,2% małżeństwa mieszkające wspólnie, 7,2% stanowią samotne matki oraz 29,9% to osoby nie  rodziny. 25,2% wszystkich gospodarstw domowych składa się z jednej osoby oraz 11,5% żyję samotnie i jest powyżej 65. roku życia. Średnia wielkość gospodarstwa domowego wynosi 2,53 osoby, a rodziny 3,04 osoby.
Przedział wiekowy populacji hrabstwa kształtuje się następująco: 26,5% osób poniżej 18. roku życia, 7,4% pomiędzy 18. a 24. rokiem życia, 27,9% pomiędzy 25. a 44. rokiem życia, 23,2% pomiędzy 45. a 64. rokiem życia oraz 15% osób powyżej 65. roku życia. Średni wiek populacji wynosi 38 lat. Na każde 100 kobiet przypada 98,1 mężczyzn. Na każde 100 kobiet powyżej 18. roku życia przypada 95,4 mężczyzn.
Średni dochód dla gospodarstwa domowego wynosi 46 972 dolarów, a średni dochód dla rodziny wynosi 55 689 dolarów. Mężczyźni osiągają średni dochód w wysokości 36 282 dolarów, a kobiety 25 442 dolarów. Średni dochód na osobę w hrabstwie wynosi 21 934 dolarów. Około 3,7% rodzin oraz 5,7% ludności żyje poniżej minimum socjalnego, z tego 6,2% poniżej 18 roku życia oraz 8,6% powyżej 65. roku życia.

## Miasta

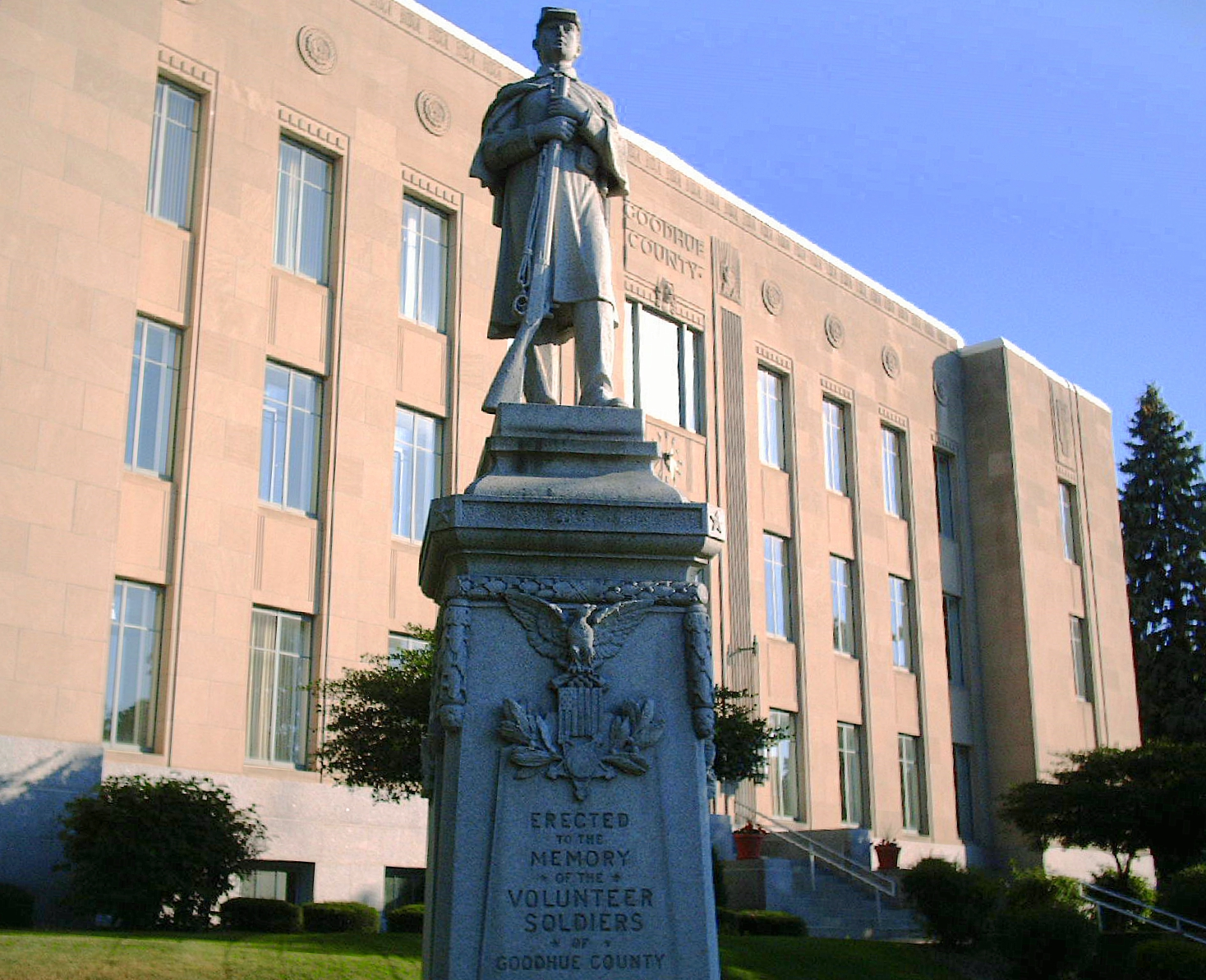
Gmach sądu hrabstwa Goodhue w Red Wing.

- Bellechester
- Cannon Falls
- Frontenac (CDP)
- Goodhue
- Kenyon
- Lake City
- Pine Island
- Red Wing
- Wanamingo
- Zumbrota